# Budy-Zasłona
Budy-Zasłona – wieś w Polsce położona w województwie mazowieckim, w powiecie żyrardowskim, w gminie Mszczonów.
Wieś wchodzi w skład sołectwa Piekarowo.
W latach 1975–1998 miejscowość administracyjnie należała do województwa skierniewickiego.
Przy polnej drodze prowadzącej do miejscowości Huta Piekarska, ok. 300 m od wzgórza 209 znajdują się resztki zarośniętego cmentarza wojennego z okresu I wojny światowej.
We wsi swoją siedzibę ma Zbór Kościoła Adwentystów Dnia Siódmego w Mszczonowie oraz Fundacja „Źródła Życia”, będąca adwentystycznym przedsiębiorstwem zdrowotnym, zajmującym się rolnictwem ekologicznym (popularyzacją efektywnych mikroorganizmów), programami rewitalizacyjnymi „NewStart” oraz szeroko pojętą promocją zdrowia (m.in. własne wydawnictwo książkowe i drukarnia „Alterna”).